# Donja Kamenica (Bośnia i Hercegowina)
Donja Kamenica (cyr. Доња Каменица) – wieś w Bośni i Hercegowinie, w Republice Serbskiej, w mieście Zvornik. W 2013 roku liczyła 974 mieszkańców.